# Baiami loftyensis
Baiami loftyensis là một loài nhện trong họ Stiphidiidae.
Loài này thuộc chi Baiami. Baiami loftyensis được M.R. Gray miêu tả năm 1981.